# DAZ 3D
DAZ 3D Inc.は、アメリカ合衆国ユタ州に本社を置く3DCGソフトウェアの開発・販売会社である。旧社名DAZ Productions, Inc.。DAZは Digital Art Zone の略。
当初はPoser互換のDAZ|Studioを無料配布しユーザー層を広げてPoser向け3Dフィギュアを有料で販売するビジネスモデルであったが、Carraraなどを手掛けるEovia社を買収して現在では製品の幅も広がっている。

## 主な製品
DAZ|Studio
3Dフィギュアのポージング、レンダリング、アニメーションが可能。無料（要登録）。
Carrara
3DCG統合環境。モデリングからアニメーションまで作成可能。
Bryce
フラクタル地形に特化した3DCGソフトウェアでモデリング、レンダリング、アニメーションが可能。
Hexagon
モデラー(3DCGソフトウェア)。3Dペイント機能付き。